# Реслманія 25
«WrestleMania XXV» (англ. «Wrestlemania XXV») є двадцять п'ятим щорічним pay-per-view від WWE. Свято пройшло 5 квітня 2009, в NRG-Стедіум, Х'юстон.